# Torneo de Marrakech 2019
El Grand Prix Hassan II 2019 fue un torneo de tenis que perteneció a la ATP en la categoría de ATP World Tour 250. Se disputó entre el 8 y el 14 de abril de 2019 sobre polvo de ladrillo en el Royal Tennis Club Club en Marrakech (Marruecos).

## Distribución de puntos
| Modalidad            | Campeón | Finalista | Semifinales | Cuartos de final | 2ª ronda | 1ª ronda | Clasificados | 2ª ronda de clasificación | 1ª ronda de clasificación |
| Individual masculino | 250     | 165       | 100         | 50               | 25       | 0        | 13           | 7                         | 0                         |
| Dobles masculino     | 250     | 150       | 90          | 45               | 20       | 0        | -            | -                         | -                         |

## Cabezas de serie

### Individuales masculino
| Tenista               | Ranking | Preclasificado |
| Alexander Zverev      | 3       | 1              |
| Fabio Fognini         | 18      | 2              |
| Kyle Edmund           | 22      | 3              |
| Gilles Simon          | 27      | 4              |
| Laslo Djere           | 32      | 5              |
| Fernando Verdasco     | 38      | 6              |
| Philipp Kohlschreiber | 41      | 7              |
| Pierre-Hugues Herbert | 50      | 8              |

- Ranking del 1 de abril de 2019.[2]

### Dobles masculino
| Tenista                      | Ranking | Preclasificado |
| Jamie Murray John Peers      | 25      | 1              |
| Rohan Bopanna Dominic Inglot | 61      | 2              |
| Tim Puetz Michael Venus      | 86      | 3              |
| Oliver Marach Philipp Oswald | 89      | 4              |

## Campeones

### Individual masculino
Benoît Paire venció a  Pablo Andújar por 6-2, 6-3

### Dobles masculino
Jürgen Melzer /  Franko Škugor vencieron a  Matwé Middelkoop /  Frederik Nielsen por 6-4, 7-6(8-6)